# Арри, Валерио
Валерио Арри — итальянский легкоатлет. На Олимпийских играх 1920 года выиграл бронзовую медаль в марафоне с результатом 2:36.32,8. После пересечения финишной линии он от радости завоевания медали сделал тройное сальто.

## Достижения
- 1919:  Туринский марафон[итал.] — 2:40,47